# Трестьяны (Богородский район)
Трестьяны - деревня в Богородском районе Нижегородской области. Входит в состав Алешковского сельсовета .

## История
Первый раз Трестьяны встречается в документах в 1599 году[6]. В документах упоминалось как деревня Трестьянка.
В «Списке населенных мест» Нижегородской губернии по данным за 1859 год значится как казённая деревня при колодце в 23 верстах от Нижнего Новгорода. Относилась к первому стану Горбатовского уезда. В деревне насчитывалось 27 дворов и проживало 176 человек (71 мужчина и 105 женщин).

## Население
| 1890 | 1999 | 2002 | 2010 |
| ---- | ---- | ---- | ---- |
| 221  | ↘38  | ↘23  | ↗26  |

По данным 1911 года, деревня Трестьяны входила в состав Подъяблонскую волость. В деревне Трестьяны было 31 двор[6].

По данным 1916 года, деревня Трестьяны входила в состав Подъяблонскую волость. В деревне Третьяны жило 170 человек[7].

## Уличная сеть
Улицы деревни:

Вишнёвая улица

Лесной переулок

Полевая улица